# Karol XIII
Karol XIII, szw. Karl XIII, norw. Karl II (ur. 7 października 1748 w Sztokholmie, zm. 5 lutego 1818 tamże) – król Szwecji od 1809 roku i Norwegii (jako Karol II) od 1814. Ostatni przedstawiciel dynastii Holstein-Gottorp.
W Szwecji panował jako Karol XIII, chociaż faktycznie był on siódmym władcą tego państwa noszącym to imię. Taka numeracja wynikała z tego, że jego poprzedni imiennik – Karol IX Waza (panował 1604–1611) przyjął tę numerację na podstawie pracy XVI-wiecznego historyka, Johannesa Magnusa, który w pracy Historia de omnibus Gothorum Sveonumque regibus (Dzieje wszystkich królów Gotów i Szwedów) listę władców Szwecji rozpoczął od wnuka biblijnego Noego, Magoga.

## Życiorys

### Dzieciństwo i młodość

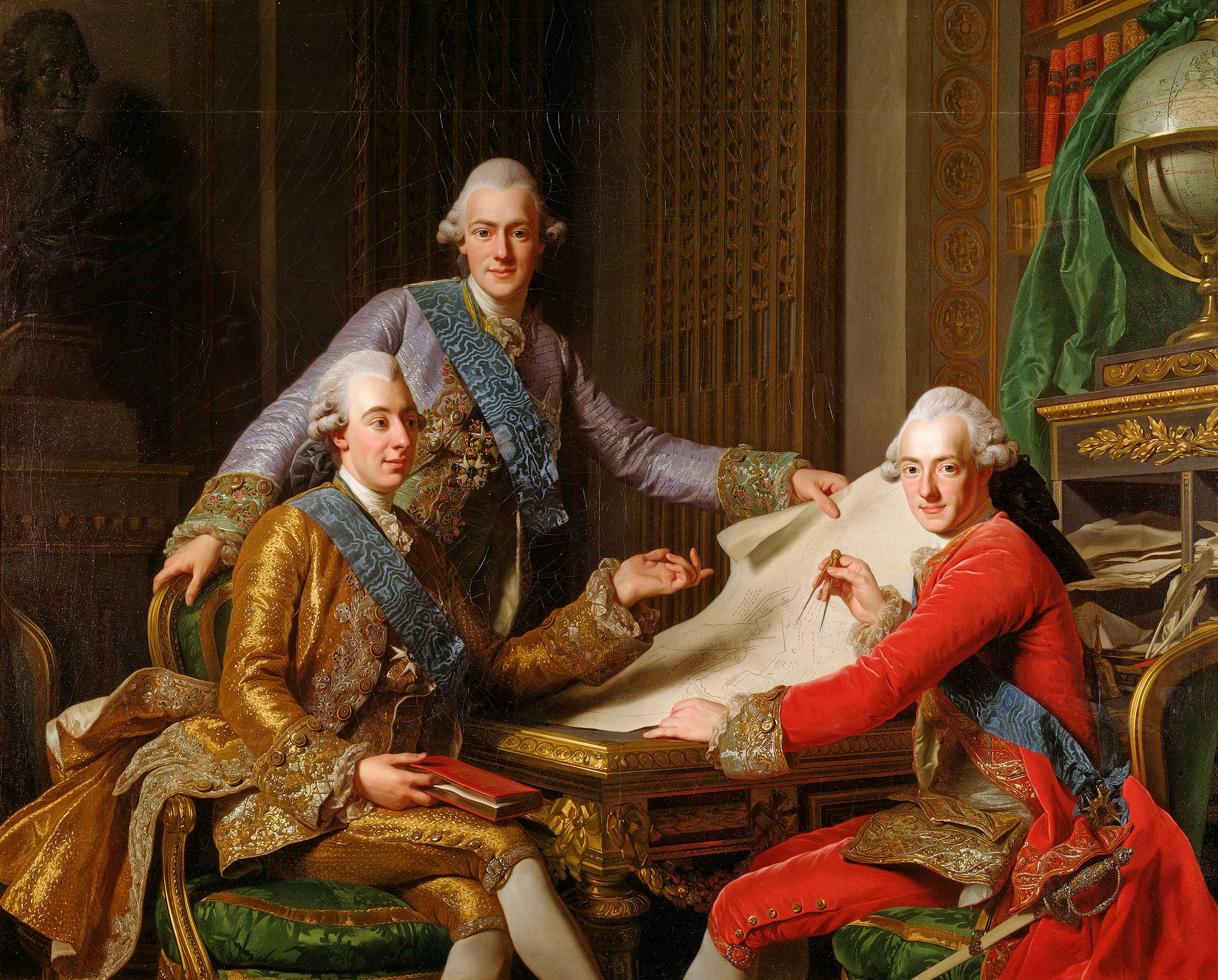
Karol XIII (po prawej) w otoczeniu braci: Gustawa III (po lewej) i Fryderyka Adolfa (w środku)

Urodził się w 1748 roku w Sztokholmie jako młodszy syn Adolfa Fryderyka i Ludwiki Ulryki Hohenzollern. Według relacji ówczesnych dworzan Karol nie był mocno przywiązany do swojej matki, która bardziej faworyzowała młodsze rodzeństwo przyszłego króla – Fryderyka Adolfa (1750–1803) i Zofię Albertynę (1753–1829). Uchodził za dobrego tancerza oraz aktora w teatrze dworskim. Był bardzo blisko związany ze swoim starszym bratem – Gustawem III, z którym współpracował m.in. podczas wprowadzania w Szwecji rządów w idei absolutyzmu oświeconego w 1772. W uznaniu za te zasługi otrzymał tytuł księcia sudermańskiego.

### Życie osobiste
Od swoich narodzin Karol stał się w oczach jego matki narzędziem do realizacji polityki dynastycznej poprzez zawieranie korzystnych dla Szwecji małżeństw politycznych. Planowała ona ożenić go początkowo z pruską księżniczką Philippine von Brandenburg-Schwedt, jednak rząd szwedzki odmówił dalszych negocjacji między oboma dworami ze względu na wysokie koszty. Ostatecznie małżeństwo Karola zaaranżował po zamachu stanu z 1772 roku jego brat Gustaw III, który ożenił go z kuzynką, Jadwigą Elżbietą Holstein-Gottorp. Małżonkowie żyli praktycznie oddzielnie i oboje mieli romanse pozamałżeńskie. Kochankami Karola były m.in. Augusta von Fersen, Charlotte Eckerman, Charlotte Slottsberg, które miały bardzo duży wpływ na niego i Mariana Koskull. Pod koniec 1790 roku stan zdrowia Karola pogorszył się na skutek reumatyzmu.
Karol uchodził za człowieka bardzo uległego oraz libertyna. Interesował się mistycyzmem, siłami nadprzyrodzonymi oraz tajnymi stowarzyszeniami. Na dworze mówiono, że często składał wizyty u słynnego szwedzkiego wróżbity – Henrika Gustafa Ulfvenklou. Był również członkiem masonerii. W 1811 ufundował Order Karola XIII przeznaczony dla wolnomularzy oraz nielicznych kawalerów honorowych.

### Działalność w latach 1777–1792

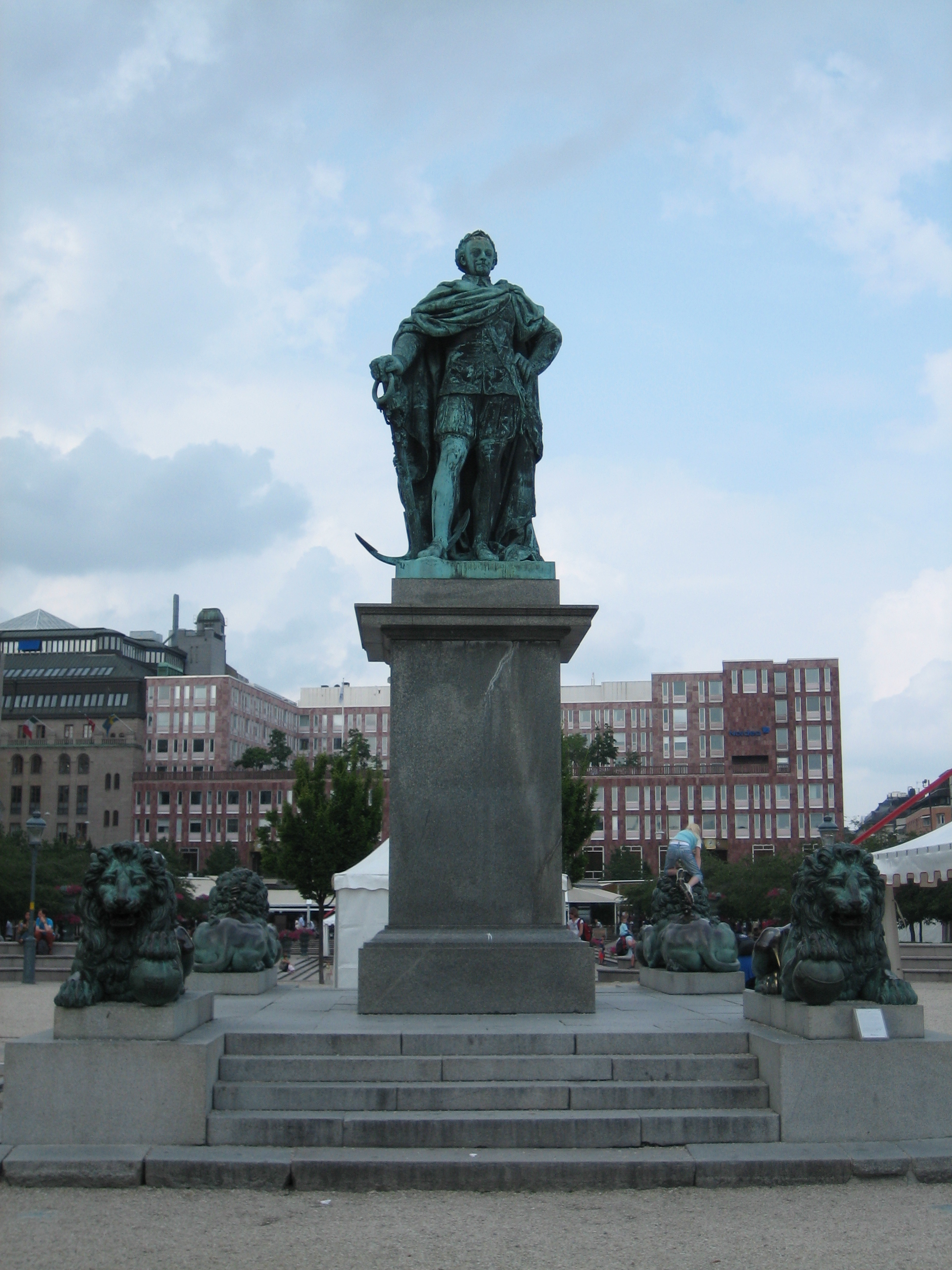
Statua Karola XIII w sztokholmskim Kungsträdgården

Karol przez cały okres panowania swojego brata otrzymał od niego wiele istotnych zadań do zrealizowania. W 1777 roku podczas pobytu Gustawa III w Rosji pełnił funkcję regenta oraz trzy lata później podczas jego pobytu w Spa. Po wybuchu wojny szwedzko-rosyjskiej w 1788 służył w armii szwedzkiej jako admirał floty, odznaczając się w walkach morskich.
W 1785 otrzymał propozycję, aby zostać księciem Kurlandii, wysuniętą przez tamtejszą szlachtę i przy poparciu Gustawa III, jednak do realizacji planów tych nigdy nie doszło.

### Regencja (1792–1796)
W późniejszym okresie współpracował z opozycją szlachecką przeciwko swojemu bratu Gustawowi III, jednak sprawą niewyjaśnioną pozostaje fakt, czy wiedział o planowanym zamachu na życie władcy, który miał miejsce w 1792 roku. Po śmierci Gustawa III objął rządy w Szwecji jako regent, panując w imieniu swojego niepełnoletniego bratanka – Gustawa IV Adolfa do 1796. Jednak faktyczna władza należała do Gustawa Adolfa Reuterholma. Te cztery lata uchodzą za najgorszy okres w dziejach Szwecji, charakteryzujący się despotyzmem.
Po osiągnięciu pełnoletniości przez bratanka wycofał się z życia politycznego i zajął się mistycyzmem. Powrócił do niego ponownie w 1808 podczas pobytu Gustawa IV Adolfa w Finlandii, kiedy sprawował władzę w jego zastępstwie.

### Panowanie (1809–1814)

Herb królewski Karola XIII

Po obaleniu Gustawa IV Adolfa 13 marca 1809 roku w wyniku spisku wojskowego został ponownie mianowany regentem do czasu wyboru nowego władcy. Ostatecznie w tym samym roku przedstawiciele stanów zasiadających w Riksdagu wybrali go królem Szwecji.
Przed intronizacją został zmuszony do zatwierdzenia nowej konstytucji, która przywróciła władzę parlamentu. Wobec braku legalnego potomstwa króla projektowano ogłoszenie następcą tronu księcia duńskiego, ale ostatecznie, po nagłej śmierci owego księcia, wygrała przeforsowana przez Francję i Rosję kandydatura napoleońskiego marszałka, Jeana Baptiste Bernadotte. Został on adoptowany przez Karola XIII w 1810 roku po przybyciu do Szwecji i przyjął imię Karola Jana oraz został ogłoszony następcą tronu z prawem dziedziczenia. Wobec choroby Karola XIII już w 1811 przejął faktyczne rządy w państwie i kierował polityką Szwecji w końcowym okresie wojen napoleońskich oraz podczas kongresu wiedeńskiego.
Na mocy decyzji tego kongresu została ogłoszona unia personalna pomiędzy Szwecją a Norwegią, oderwaną od sprzymierzonej z Napoleonem I Danii. Karol XIII zasiadł 4 listopada 1814 roku na tronie norweskim jako Karol II. Cztery lata później zmarł.

## Rodzina
7 lipca 1774 poślubił swoją kuzynkę Jadwigę Elżbietę Holstein-Gottorp (1759–1818). Mieli oni dwoje dzieci, ale zmarły one w dzieciństwie:
- Ludwikę Jadwigę (1797)
- Karola Adolfa, księcia Värmland (1798).

Ze swoją kochanką, Augustą Fersen, miał syna Karola Löwenhielma (1772–1861).